# Kałek
Kałek [pronunciación en polaco: /ˈkawɛk/] es un pueblo ubicado en el distrito administrativo de Gmina Sulejów, dentro del Distrito de Piotrków, Voivodato de Łódź, en Polonia central. Se encuentra aproximadamente a 7 kilómetros al oeste de Sulejów, a 9 kilómetros al sureste de Piotrków Trybunalski, y a 52 kilómetros al sureste de la capital regional Łódź.